# Ze života darmošlapa
Ze života darmošlapa (1826, Aus dem Leben eines Taugenichts) je idylická novela, kterou napsal německý romantický spisovatel, dramatik a básník Joseph von Eichendorff. Je považována za autorovo mistrovské dílo, její prozaický text, plný poetických obrazů, je prokládán lyrickými básněmi a písněmi. Po celé generace patřila k nejoblíbenější četbě v německy mluvících zemích.

## Obsah novely
Novela líčí bezstarostné putování mladého muže, toužícího po svobodě a snažícího se uniknout před realitou měšťanského světa, žijícího bez humanistických a estetických zásad. Je vyprávěna v první osobě. Vypravěčem je syn mlynáře, kterého otec nazval darmošlapem, protože mu vůbec nepomáhal v práci, a poslal jej do světa. 
Na cestu si vypravěč vezme jen housle, na které umí docela dobře hrát. Je nadšený ze získané svobody. Má také velké štěstí. Dostane se do Vídně, a aniž by se o něco zasloužil, získá na jednom zámku místo zahradníka a pak místo výběrčího daní. Zamiluje se do jedné mladé dámy ze zámku, ale pak ji spatří s jiným mužem, o němž se domnívá, že jde o jejího manžela. Je zdrcen a jen se svými houslemi se opět vydá na cestu, tentokrát do Itálie, kde se dostane až do Říma. 
Seznámí se s několika malíři, kteří si ho vezmou jako pomocníka. Z jednoho z nich se nakonec vyklube pán zámku, kde byl vypravěč zahradníkem. Protože ví, že mladá dívka z tohoto zámku vypravěčovu lásku ve skutečnosti opětuje, snaží se je dát dohromady, což se mu podaří. Slaví se svatba a vypravěč nakonec zjistí, že dívka není urozená, ale že je nalezenec. Jako svatební dar dostanou novomanželé od pána zámku dům se zahradou a vinicemi.

## Poznámka k názvu knihy
1. ↑  Slovo Taugenichts může v němčině znamenat darmošlap, budižkničemu, darmojed, ale i rošťák

## Filmové adaptace
- Aus dem Leben eines Taugenichts (1955, Ze života darmošlapa), německý animovaný film.
- Aus dem Leben eines Taugenichts (1963), německý televizní film, režie Fritz Umgelter.
- Aus dem Leben eines Taugenichts (1973), východoněmecký film, režie Celino Bleiweiß.
- Taugenichts (1978, Darmošlap), německý film, režie Bernhard Sinkel.

## Česká vydání
- Ze života darmochleba, Pražské noviny, Praha 1896, přeložil Josef Karásek.
- O milostné krásné paní: ze života dobrosrdečného pošetilce, Moravské nakladatelství B. Pištělák, Brno 1943, přeložila Božena Věrná.
- Ze života darmošlapa, SNKLHU, Praha 1959, přeložil Otakar Šetka, verše do textu přeložil Jiří Pechar.